# Prepona laertes
Prepona laertes är en fjärilsart som beskrevs av Jacob Hübner 1811. Prepona laertes ingår i släktet Prepona och familjen praktfjärilar. Inga underarter finns listade i Catalogue of Life.

## Bildgalleri

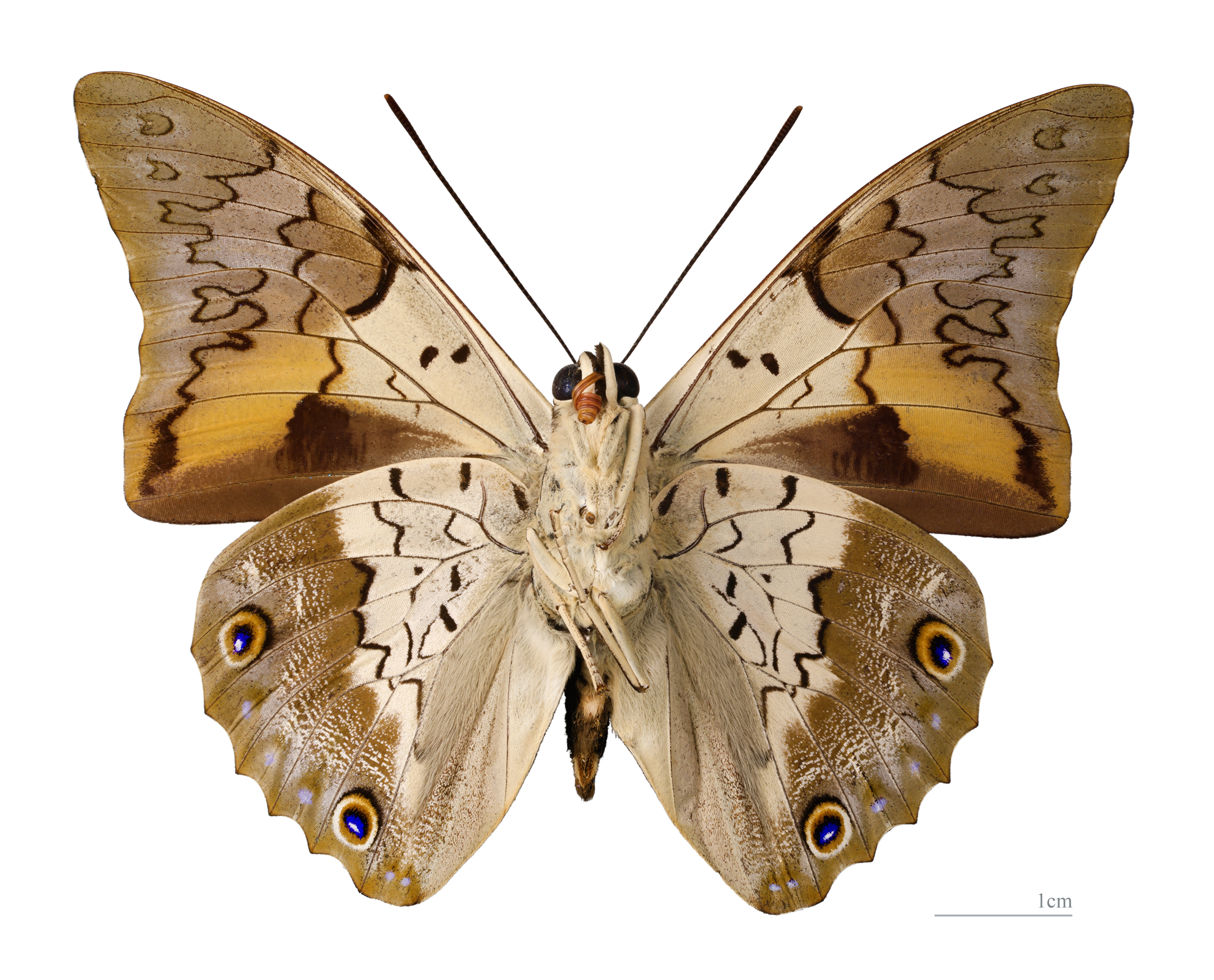
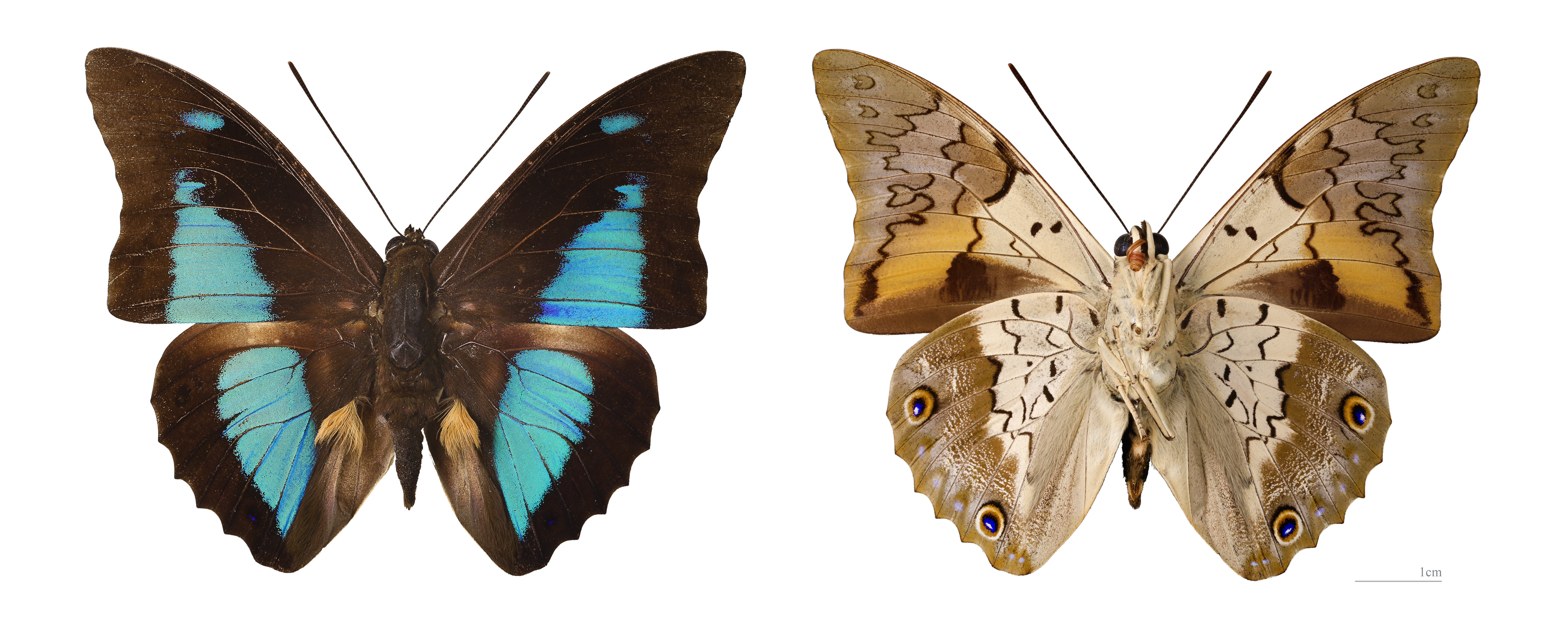
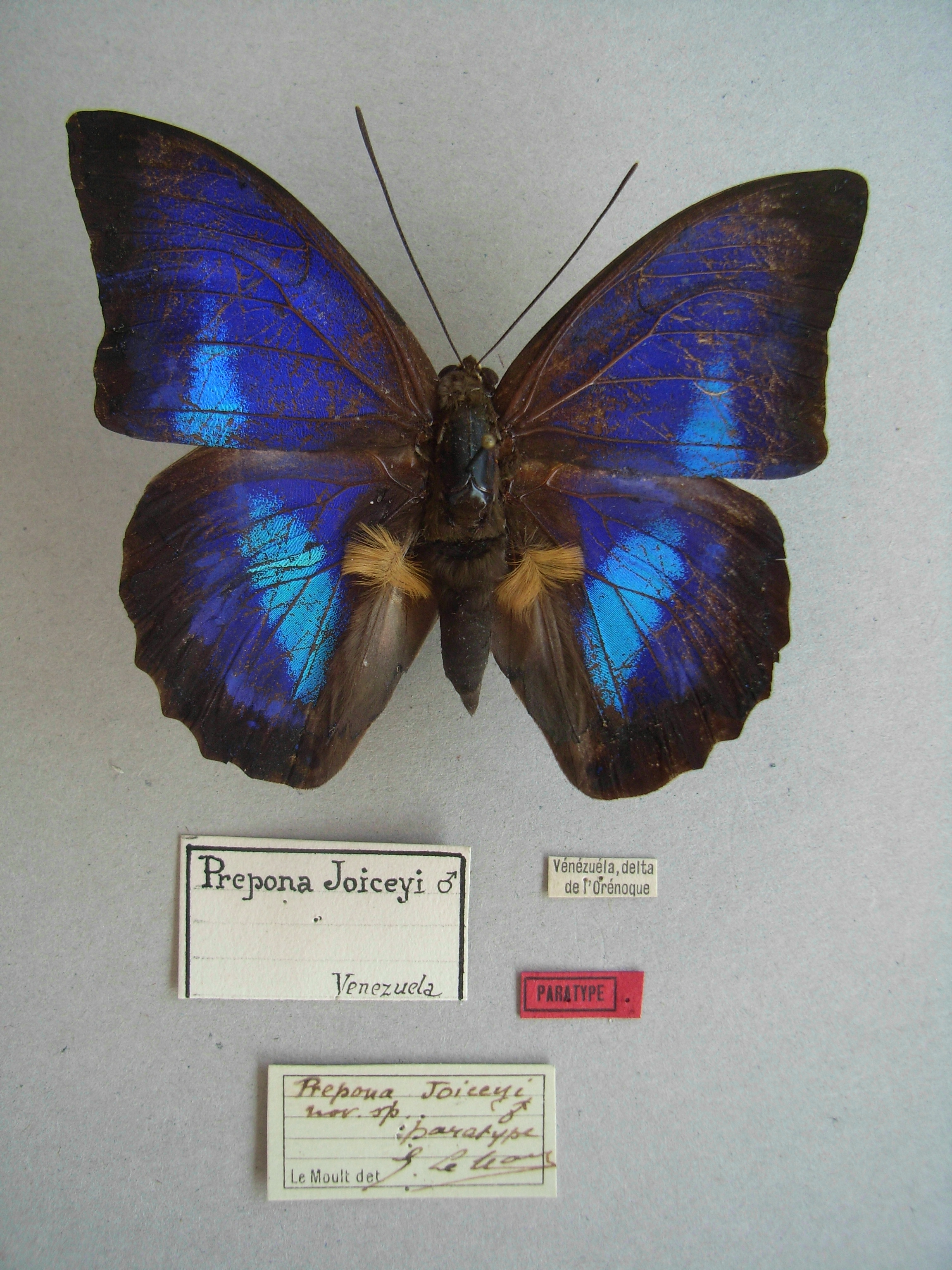